# 金根煥
金 根煥（キム・クナン、김근환、1986年8月12日 - ）は、韓国出身の元サッカー選手。ポジションはディフェンダー、フォワード。Jリーグでの登録名は2008年は「キム・クンファン」、2009年以降は「キム・クナン」。

## 来歴
2008年より横浜F・マリノスに加入。ディフェンダー登録だが高校年代までフォワードだったことや長身を生かして、フォワードとして起用されることが多かった。2011年は30試合に出場したが、全試合途中出場で、ほとんどがフォワードとしての起用だった。横浜在籍中、2010年はモンテディオ山形へ、2012年はサガン鳥栖へ期限付き移籍した。
2013年、アルビレックス新潟へ完全移籍。同年10月13日の天皇杯・大分トリニータ戦で左膝に全治8カ月の重傷を負い、2014年シーズンを前に「怪我の治療と他クラブとの移籍交渉中」を理由として新潟の登録選手から外れた。2014年シーズンは母国の蔚山現代FCに所属し、Kリーグデビューを果たした。その後2016年より水原FCに、次いで2017年にはFCソウルに、それぞれ移籍している。

## エピソード
長身だが足が速く、また持久力があるため大学の後輩であるキム・ジンスには「馬みたい」と評された。
また大学では有名だったらしく、ジンスは大学在籍時にクナンの話をコーチや監督から聞いていた。

## 所属クラブ
ユース経歴
- 天安小学校
- 天安中学校
- 天安第一高校
- 慶熙大学校

プロ経歴
- 2008年 - 2012年  横浜F・マリノス
  - 2010年  モンテディオ山形 (期限付き移籍)
  - 2012年  サガン鳥栖 (期限付き移籍)
- 2013年  アルビレックス新潟
- 2014年 - 2015年  蔚山現代FC
- 2016年  水原FC
- 2017年  FCソウル
- 2017年 - 2018年  慶南FC
- 2019年  仁川ユナイテッドFC
- 2020年  江陵市庁FC

## 個人成績
| 国内大会個人成績 | 国内大会個人成績 | 国内大会個人成績 | 国内大会個人成績 | 国内大会個人成績 | 国内大会個人成績 | 国内大会個人成績 | 国内大会個人成績 | 国内大会個人成績 | 国内大会個人成績 | 国内大会個人成績 | 国内大会個人成績 |
| 年度             | クラブ           | 背番号           | リーグ           | リーグ戦         | リーグ戦         | リーグ杯         | リーグ杯         | オープン杯       | オープン杯       | 期間通算         | 期間通算         |
| 年度             | クラブ           | 背番号           | リーグ           | 出場             | 得点             | 出場             | 得点             | 出場             | 得点             | 出場             | 得点             |
| 日本             | 日本             | 日本             | 日本             | リーグ戦         | リーグ戦         | リーグ杯         | リーグ杯         | 天皇杯           | 天皇杯           | 期間通算         | 期間通算         |
| ---------------- | ---------------- | ---------------- | ---------------- | ---------------- | ---------------- | ---------------- | ---------------- | ---------------- | ---------------- | ---------------- | ---------------- |
| 2008             | 横浜FM           | 38               | J1               | 7                | 1                | 0                | 0                | 3                | 0                | 10               | 1                |
| 2009             | 横浜FM           | 15               | J1               | 28               | 2                | 7                | 0                | 2                | 0                | 37               | 2                |
| 2010             | 山形             | 18               | J1               | 4                | 0                | 2                | 0                | 0                | 0                | 6                | 0                |
| 2011             | 横浜FM           | 5                | J1               | 30               | 3                | 3                | 0                | 1                | 0                | 34               | 3                |
| 2012             | 鳥栖             | 5                | J1               | 31               | 1                | 5                | 0                | 1                | 0                | 37               | 1                |
| 2013             | 新潟             | 4                | J1               | 19               | 2                | 4                | 0                | 2                | 0                | 25               | 2                |
| 通算             | 日本             | 日本             | J1               | 119              | 9                | 21               | 0                | 9                | 0                | 149              | 9                |
| 総通算           | 総通算           | 総通算           | 総通算           | 119              | 9                | 21               | 0                | 9                | 0                | 149              | 9                |

- Jリーグ初出場：2008年9月13日 - ヴィッセル神戸戦 (日産スタジアム)
- Jリーグ初得点：2008年11月23日 - ジェフユナイテッド市原・千葉戦 (フクダ電子アリーナ)

## 代表歴
- U-23韓国代表
  - 2008年 北京オリンピック
- 韓国代表
  - 2009年 FIFAワールドカップ・南アフリカ大会・アジア最終予選

### 試合数
- 国際Aマッチ 1試合（2009年）[5]

| 韓国代表 | 国際Aマッチ | 国際Aマッチ |
| 年       | 出場        | 得点        |
| -------- | ----------- | ----------- |
| 2009     | 1           | 0           |
| 通算     | 1           | 0           |

## タイトル
慶南FC
- Kリーグチャレンジ：1回（2017）